# スニペットツール
スニペットツールは定型文などの入力支援ツールの総称。日付や、メール文章、HTMLタグ入力などに便利。

## Windowsのスニペットツール

### PhraseExpress
無料。日付入力、カーソル位置指定ができるなど高機能。

### TextExpander
定額制。日付入力、カーソル位置指定ができるなど高機能。

## Macのスニペットツール

### Typinator
有料。試用可能。日付入力、カーソル位置指定ができるなど高機能。正規表現も利用でき高度な定型文作成が可能。

### TextExpander
定額制。日付入力、カーソル位置指定ができるなど高機能。

### Dash
無料。日付入力、カーソル位置指定ができるなど高機能。